# Juan Mauricio Jaime
Juan Jaime (2 de enero de 1998; Lastenia, Provincia de Tucumán, Argentina) es un futbolista argentino que juega como guardameta en San Martín de Tucumán, del Primera Nacional.

## Trayectoria

### Inicios
Surgido de las inferiores de San Martín de Tucumán, fue promovido por Osvaldo Bernasconi al plantel superior del club en 2014 cuando el equipo disputaba el Torneo Federal A, siendo convocado a un encuentro oficial por primera vez el 21 de septiembre de 2016, cuando formó parte de la delegación que perdió 3 a 0 frente a Crucero del Norte en un partido correspondiente al Torneo de B Nacional 2016-17.
Los siguientes años, Jaime fue parte principalmente del plantel que disputa la Liga Tucumana y del que disputó el Torneo de Reserva cuando San Martín se encontraba en primera división, siendo convocado por el plantel superior en algunas ocasiones, pero no llegando a debutar con este.

### Central Norte de Salta
Sin lugar en el conjunto tucumano, es cedido a préstamo a Central Norte de Salta para disputar el Torneo Federal A 2023, debutando con el equipo el 12 de marzo de 2023 en la derrota 1 a 0 frente a Sol de América, por la primera fecha del torneo.
En su paso por el "cuervo", Jaime disputó solamente 3 partidos antes de abandonar el club.

### Atenas de Río Cuarto
Al finalizar su préstamo en Central Norte, y al no contar con espacio en San Martín, se suma a Atenas de Río Cuarto, del Torneo Federal A. Su primer partido con el conjunto cordobés fue el 5 de abril de 2024, en el empate 1 a 1 frente Gutiérrez Sport Club, por el partido correspondiente a la tercera fecha del campeonato de ascenso.
En abril sufrió la ruptura del talón de Aquiles, por lo que decide culminar su préstamo para retornar a Tucumán donde realizaría la etapa de recuperación de la lesión.

## Estadísticas

### Clubes
Actualizado de acuerdo al último partido jugado el 27 de abril de 2024.
| Club                              | Div.          | Temporada     | Liga  | Liga  | Liga  | Copas nacionales | Copas nacionales | Copas nacionales | Torneos internacionales | Torneos internacionales | Torneos internacionales | Total | Total | Total |
| Club                              | Div.          | Temporada     | Part. | G. R. | V. I. | Part.            | G. R.            | V. I.            | Part.                   | G. R.                   | V. I.                   | Part. | G. R. | V. I. |
| --------------------------------- | ------------- | ------------- | ----- | ----- | ----- | ---------------- | ---------------- | ---------------- | ----------------------- | ----------------------- | ----------------------- | ----- | ----- | ----- |
| C. A. Central Norte (S) Argentina | 3.ª           | 2023          | 2     | 3     | 0     | —                | —                | —                | —                       | —                       | —                       | 2     | 3     | 0     |
| C. A. Central Norte (S) Argentina | Total club    | Total club    | 2     | 3     | 0     | 0                | 0                | 0                | 0                       | 0                       | 0                       | 2     | 3     | 0     |
| Atenas de Río Cuarto Argentina    | 3.ª           | 2024          | 4     | 6     | 0     | —                | —                | —                | —                       | —                       | —                       | 4     | 6     | 0     |
| Atenas de Río Cuarto Argentina    | Total club    | Total club    | 4     | 6     | 0     | 0                | 0                | 0                | 0                       | 0                       | 0                       | 4     | 6     | 0     |
| Total carrera                     | Total carrera | Total carrera | 6     | 9     | 0     | 0                | 0                | 0                | 0                       | 0                       | 0                       | 6     | 9     | 0     |
| 1. 2.                             |               |               |       |       |       |                  |                  |                  |                         |                         |                         |       |       |       |